# Гамма-ритм

Гамма-ритм

Гамма-ритм (γ-ритм) — коливання різниці потенціалів ЕЕГ з частотою 25-35 Гц і амплітудою до 25 мкВ. Зазвичай гамма-ритм маскується більш повільними хвилями. Він спостерігається при вирішенні завдань, що вимагають максимального зосередженої уваги. Існують теорії, що пов'язують гамма-ритм з роботою свідомості.